# NGC 7159
NGC 7159 је елиптична галаксија у сазвежђу Пегаз која се налази на NGC листи објеката дубоког неба.
Деклинација објекта је + 13° 33' 47" а ректасцензија 21h 56m 25,6s. Привидна величина (магнитуда) објекта NGC 7159 износи 14,2 а фотографска магнитуда 15,2. NGC 7159 је још познат и под ознакама CGCG 428-3, PGC 67674.